# Xu Zhimo
Xu Zhimo (xinès simplificat: 徐志摩) (Xiashi 1897 - Tai'an 1931). Escriptor, editor, traductor, crític d'art i poeta xinès. Va ser un dels poetes que va introduir a la Xina les formes i tècniques poètiques occidentals i va potenciar l'ús de l'escriptura en l'estil baihua.

## Biografia
Xu Zhimo, nascut com a Xu Zhangxu,també conegut com Hsu Chimo va néixer el 15 de gener de 1897 a Xiashi,comtat de Haining (província de Zhejiang) a la Xina. Fill únic de Xu Shenru (徐申如), un banquer i home de negocis a nivell local i a Shanghai. Xu va fer els primers estudis a l'escola secundària de Hanzhou, on va conèixer i va fer amistat amb Yu Dafu, el futur escriptor i poeta. Quan es va graduar el 1915, es va matricular a la Universitat Baptista de Shanghai, però aviat es va traslladar a la Universitat de Beiyang a Tianjin, i l'any següent al Departament de Ciències Polítiques de la Facultat de Dret de la Universitat de Pequín fins que el 1918 va marxar als Estats Units.

#### Estada als Estats Units
El 14 d'agost de 1918, va marxar cap als Estats Units on hi va residir tres anys. Primer a la Universitat de Clark a Worcester, Massachusetts. Allà va adoptar el nom de Hamilton, en base a la seva admiració per Alexander Hamilton que havia sigut, el primer secretari del Tresor dels Estats Units, i amb la idea de convertir-se en el Hamilton de la Xina. Per aconseguir aquest objectiu, va fer un estudis molt amplis amb matèries com economia i gestió empresarial, francès, psicologia, història europea contemporània i ciència política, sociologia, i castellà. El 1919, va entrar a fer un postgrau a la Universitat de Colúmbia a Nova York per estudiar un màster en ciències polítiques. El 1920, mentre treballava en el seu màster, Xu va escriure tres assaigs que posteriorment van ser publicats a la revista Gaizao, una de les principals plataformes de difusió de la política idees i debat intel·lectual a la Xina als anys 1910 i 1920, editada pel intel·lectual reformista Liang Qichao que va impulsar a Xu a col·laborar en les tasques de construcció d'una Xina moderna.
El 1921, es va graduar amb un treball sobre "La condició de la dona a la Xina".La tesi va ser un estudi sobre la dona xinesa a partir del context internacional del feminisme modern, amb arguments potents contra la valoració simplista de les dones xineses com meres víctimes del patriarcat, dels viatgers, missioners i acadèmics occidentals.

#### Estada a Cambridge
A Anglaterra, Xu s'uneix als filòsofs i escriptors avantguardistes del famós King's College de la Universitat de Cambridge, i es socialitza intercanviant idees amb els intel·lectuals de Londres, especialment quan va contactar amb els artistes i intel·lectuals del Grup de Bloomsbury. A Cambridge, es va enamorar de la poesia romàntica anglesa. Inspirat per poetes com Lord Byron, John Keats i Percy Bysshe Shelley, i va començar a escriure els seus propis poemes. Els seus dos anys a Anglaterra van ser crucials perla seva formació com a poeta. Tant espiritualment com emocionalment, Xu es va unir a Cambridge, a la qual va dedicar diverses peces líriques, com "Farewell, Cambridge", "To Mansfield" i "Say Goodbye Again, Cambridge (再别康桥).

#### Retorn a la Xina
El 1922, va tornar a la Xina i es va unir al Moviment per la Nova Cultura. En aquesta etapa va estar influenciat pel poeta indi Rabindranath Tagore mentre li servia d'intèrpret durant una gira de conferències per la Xina. i amb qui va fer una gira per Europa el 1924. El 1925 va viatjar a l'URSS, però va ser crític amb la Revolució d'Octubre. El 1927 es va traslladar a Shanghai i va ensenyar literatura anglesa a les universitats de Guanghua i Daxia, i també durant un temps a la Universitat Central de Nanjing. Va morir en un accident d'avió el 19 de novembre de 1931 a Tai'an, província de Shandong.

##### Xu editor
Va exercir com a editor (1925–26) del suplement literari del Chenbao ("Morning Post") el suplement literari més important de Pequín en aquella època. Amb Hu Shi i Liang Shiqiu va fundar la Xinyue Shudian (Crescent Moon Book Company) i una revista que portava el nom de la llibreria, Crescent Monthly, i a editar Xinyue ((新月, Xin Yue)) ("Crescent Moon"), un mensual literari que presentava idees liberals i de la literatura occidental. En col·laboració amb el crític de teatre Jiao Juyin i el poeta/artista Wen Yiduo, Xu Zhimo va introduir dues noves seccions, una sobre teatre i l'altra sobre poesia. Les dues columnes va atreure un bon nombre de lectors i va ser influent entre els cercles literaris. La publicació va poder seguir sent una plataforma important per al debat intel·lectual durant un any o dos fins que l'activitat cultural es va traslladar totalment a Shanghai.

##### Xu i l'art
El 1929 durant la primera exposició nacional d'art de la Xina, l'experiència com editor li donaria la visió i la capacitat d'editar la revista Meizhan, que va tenir un paper significatiu en la Primera Exposició Nacional d'Art , un esdeveniment important en la història de l'art modern de la Xina. Va ser membre del comitè organitzador i redactor en cap dels onze números de Meizhan, publicat durant l'exposició entre el 10 d'abril i el 7 de maig de 1929. Durant l'exposició, el seu debat amb el pintor Xu Beihong sobre quin tipus d'aproximació havia de tenir la Xina amb l'art modern va tenir una important incidència en el mon intel·lectual del moment. Com a editor, Xu Zhimo es va convertir en una veu important que representava l'actitud liberal que acollia tots els estils i expressions de l'art hi encoratjava les discussions sobre l'art, especialment de com hauria de ser la reforma de l'art de la Xina.

#### Vida personal
Xu es va casar per primera vegada quan tenia divuit anys amb Zhang Youyi , filla del director del Banc de la Xina. Però el matrimoni va ser un fracàs des del primer moment i, potser per escapar-ne, Xu es va matricular a la Universitat de Tianjin, on aviat va quedar sota la influència de Liang Qichao, que va animar Xu a continuar la seva educació a Occident.
Va ser a Cambridge on Xu experimentà un despertar vital (amor i literatura) escollint dedicar-se a la poesia, i amb un seguit d'experiències personals, com el primer divorci de la història xinesa o les seves relacions amoroses amb les dones intel·ligents i fascinants que creu encarnen els ideals moderns, com van ser Lin Huiyin, que finalment es convertiria en la primera dona arquitecta de la Xina, i Lu Xiaoman, una cantant d'òpera i pintora. El seu interès pels poetes romàntics i pel Romanticisme en general va transcendir l'interès com intel·lelctual i a la seva tasca com a poeta, va arribar a condicionar la seva vida privada al triar viure d'acord amb els ideals que incorporava el romanticisme.

## Obres destacades
S'ha definit la poesia de Xu, com moderna en els seus trets temàtics i formals però pel fet d'utilitzar el baihua,(白话) conserva la musicalitat de la poesia clàssica xinesa. En un moment en què estava de moda alinear la poesia amb el discurs quotidià, descartant la preocupació formal per la rima i el ritme, Xu creia que la poesia moderna tenia els seus propis principis estètics interns diferents dels de la prosa.
A part de les obres dedicades a Cambridge, Xu va escriure entre 1923 i 1931 més de 200 poemes, en un recull amb el nom de 徐志摩的诗 ; altres cobres a destacar:
| Any  | Títol xinès  | Traducció            |
| ---- | ------------ | -------------------- |
| 1927 | 翡冷翠的一夜 | La nit a Florència   |
| 1927 | 落叶         | Fulles caigudes      |
| 1927 | 自剖         | Autodisseció         |
| 1928 | 巴黎的鳞爪   | Scale claws of paris |
| 1931 | 猛虎         | Tigre                |
| 1932 | 猛虎         | Núvols en moviment   |